# Rollinia helosioides
Rollinia helosioides é uma árvore, nativa do Brasil e do Equador. Atualmente só se encontra um exemplar, na Reserva Biológica de Jatun Sacha, no Equador.